# Eberhard Clar
Eberhard Clar (* 23. Juli 1904 in Graz; † 7. Dezember 1995 in Bad Ischl) war ein österreichischer Geologe und Hochschullehrer.

## Leben
Clar studierte Naturgeschichte, Leibeserziehung und Geologie an der Universität Graz, wo er 1926 promovierte. Danach war er Assistent bei Alexander Tornquist an der TH Graz, habilitierte sich 1929 für Angewandte Geologie und Petrografie und erweiterte 1936 seine Lehrbefugnis auf Geologie und Paläontologie. Ab 1939 war er außerordentlicher Professor an der TH Graz, 1944 wurde er als Ordinarius für Geologie als Nachfolger von Josef Stini an die TH Wien berufen.

### NS-Zeit
Die Berufung 1939 stand in engem Zusammenhang mit seinem politischen Engagement, das Clar an seinen karrierepolitischen Zielen ausrichtete: Seit 1919 Mitglied des Deutschen Turnerverbandes, wurde er 1937/38 im austrofaschistischen Ständestaat Mitglied der Vaterländischen Front. Gleichzeitig war er jedoch auch „Illegaler“ und gehörte der NSDAP schon seit März 1933 an, er beantragte am 17. Mai 1938 die Aufnahme in die Partei und wurde rückwirkend zum 1. Juni 1933 aufgenommen (Mitgliedsnummer 1.628.952), zudem war er Mitglied des Alldeutschen Verbandes. Dem Nationalsozialistischen Deutschen Dozentenbund gehörte Clar 1937/38, bereits vor dem „Anschluss“, an. Nach dem Regimewechsel 1938 war Clar in Graz-Land Leiter des „Kreisamts für Technik mit der Kreisverwaltung der NSBDT“. Der Eignungsbericht und die Einschätzung des Dekans für die Berufung 1939 betonte Clars politisches Engagement als Nationalsozialist und „einwandfreien Kämpfer“ seit 1933.
Im Zweiten Weltkrieg wurde Clar „beim Generalbevollmächtigten für den Metallerzbergbau Südost als Geologe eingesetzt“. Während dieser Zeit „rühmte sich [Clar] … auch selbst in eigenhändig unterschriebenen Dokumenten für seine illegale NS-Betätigung“. Clar war, laut Gunnar Merz, „nicht nur illegales Parteimitglied, sondern hatte Funktionen in NS-Organisationen inne“.

### Nachkriegszeit
Clars NS-Engagement wurde erst in den 2020ern aufgearbeitet. Es zeigte sich nun, dass Clar Presse- und Kulturreferent des NS-Dozentenbundes an der Uni Graz war und auch „Kreisbeauftragter für Technik“, was seinen Status als „Belasteter“ rechtfertige. Ihm gelang es allerdings „durch zahlreiche Funktionäre der ehemaligen NSDAP den angeblichen Gegenbeweis zu erbringen, dass er zu diesen Ämtern entweder nicht berufen wurde oder sie nur vertretungsweise ausgeübt habe und konnte mit seinem Einspruch gegen die Registrierung die Verzeichnung als Minderbelasteter erreichen“.
Nach dem Krieg war Clar ab 1947 freiberuflicher Baugeologe und Berater für Lagerstättenkunde beim Steirischen Erzberg, ab 1949 Geologe beim Eisenerzbergbau Hüttenberg in Kärnten. 1951 wurde er Leiter der neu gegründeten Lagerstättenforschungsstelle bei der Österreichisch-Alpine Montangesellschaft. 1954 wurde er erneut nach Wien berufen, diesmal an die Universität Wien, wo er bis zu seiner Emeritierung 1972 blieb. Im Jahr 1968 wurde er zum Mitglied der Leopoldina gewählt.

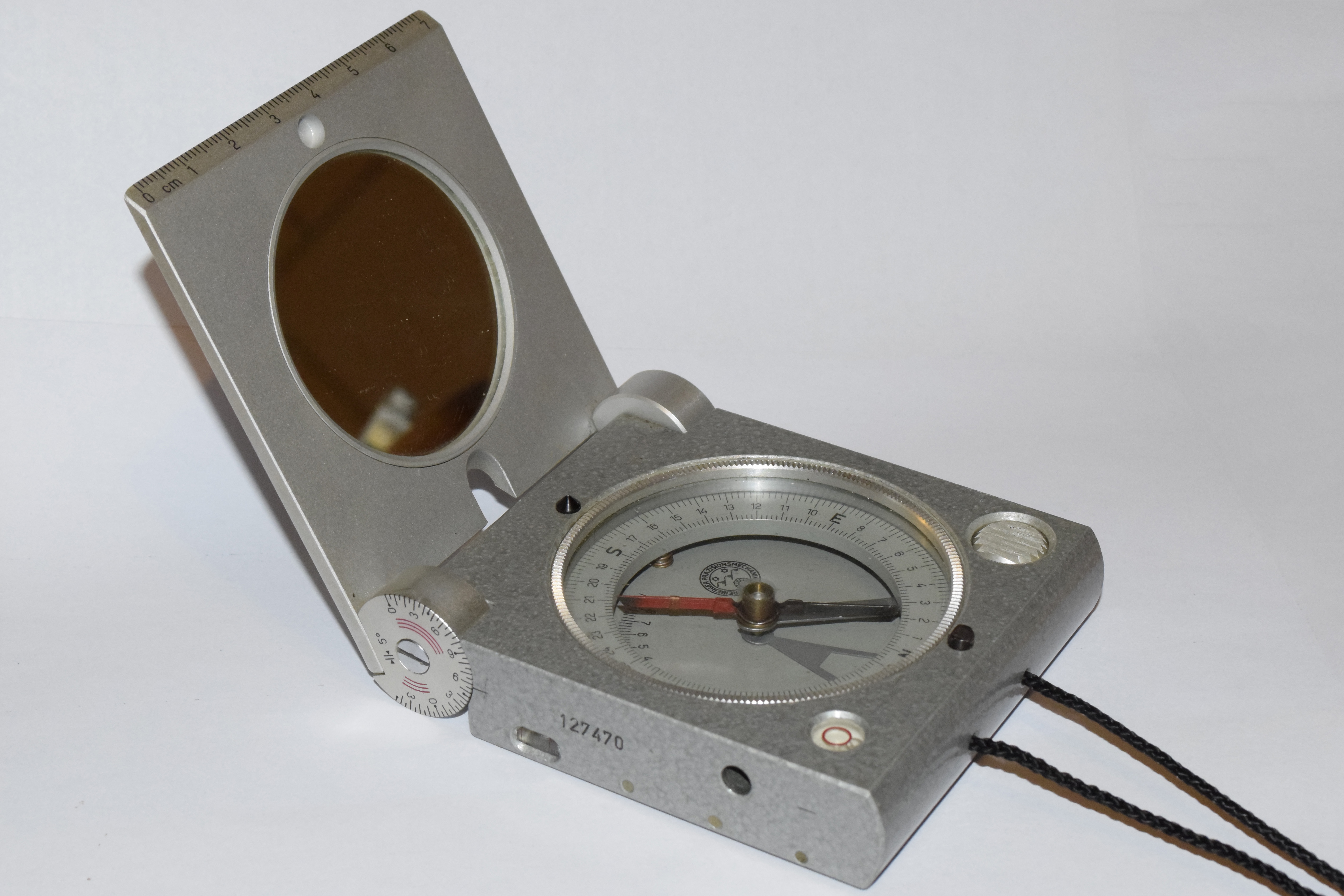
Gefügekompass

Der vielseitig tätige Geologe war Mitglied der österreichischen Staubeckenkommission und von 1957 bis 1958 Präsident der Österreichischen Geologischen Gesellschaft. Sein Werk umfasst zahlreiche geologische Karten, u. a. im Grazer Paläozoikum und im Großglocknergebiet, sowie Fachartikel zur Lagerstätten- und Gefügekunde. Im Zuge letzterer Tätigkeit entwickelte er den nach ihm benannten Geologenkompass, bei dem Streichen und Fallen in einem gemessen werden.

## Ehrungen
1965 erhielt er ein Ehrendoktorat der Technischen Hochschule Wien. 1966 erhielt er die Leopold-von-Buch-Plakette. 1975 erhielt er die Haidinger-Medaillie. Im Jahr 2009 wurde in Wien-Hietzing (13. Bezirk) der Clarplatz nach ihm benannt.